# Leo Barnhorst
Leo Alphonse Barnhorst (Indianapolis, 17 maggio 1924 – Indianapolis, 25 agosto 2000) è stato un cestista statunitense, professionista nella NBA.

## Carriera
È stato selezionato dagli Indianapolis Olympians al secondo giro del Draft BAA 1949 (14ª scelta assoluta).

## Palmarès
- 2 volte NBA All-Star (1952, 1953)